# دیوانه‌وار (فیلم اکشن ۲۰۱۱)
دیوانه‌وار (به انگلیسی: Drive Angry) یک فیلم اکشن فانتزی سه‌بعدی آمریکایی به کارگردانی پاتریک لوسیر و نویسندگی تد فارمر و پاتریک لوسیر است. در این فیلم بازیگرانی همچون نیکلاس کیج، امبر هرد، ویلیام فیکنر و بیلی برک ایفای نقش می‌کنند. رانندگی جنون در ۲۵ فوریه ۲۰۱۱ اکران شد.

## داستان
مردی خرافه‌گرا به نام جونا کینگ گروهی را به دور خود جمع کرده و معتقد است هر ماه باید یک نوزاد را قربانی کنند. او وارد خانهٔ دخترِ جان میلتون (نیکلاس کیج) می‌شود و او را می‌کُشد و دخترش (نوهٔ میلتون) را می‌بَرَد. در این هنگام، میلتون که مرده‌است، از جهنم بازمی‌گردد تا انتقام دخترش را گرفته و نوه‌اش را پس بگیرد. یکی از نگهبانان جهنم (ویلیام فیکنر) به دنبال میلتون می‌آید تا او را برگردانَد….

## مشروح داستان
جان میلتون پس از دزدیدن تفنگ «قاتل خدا» از جهنم می‌گریزد تا جوناه کینگ، رهبر فرقه‌ای شیطانی را که دختر و دامادش را به قتل رسانده و قصد دارد نوهٔ نوزادش را برای گشودن دروازه‌های جهنم قربانی کند، بکشد.
او پس از بازجویی و کشتن چند نفر از پیروان کینگ در کلرادو، درمی‌یابد که این آیین در زندان متروکه‌ای به نام استیلواتر در لوئیزیانا انجام خواهد شد. در راه، در یک غذاخوری با پیشخدمتی به نام پایپر لی آشنا می‌شود. میلتون خودروی دوج چارجر مدل ۱۹۶۹ پایپر را خراب می‌کند و در ازای تعمیر آن، از او می‌خواهد او را همراهی کند.
پایپر وقتی به خانه بازمی‌گردد، معشوقه‌اش فرانک را در حال خیانت می‌بیند. او زن را کتک می‌زند و به فرانک حمله می‌کند، اما فرانک او را بی‌هوش می‌کند. میلتون به کمکش می‌شتابد و با دزدیدن خودرو، او را با خود به سوی استیلواتر می‌برد. در این میان، مامور مخصوص شیطان به نام حسابدار، برای بازگرداندن میلتون و تفنگ قاتل خدا به زمین می‌آید. حسابدار از طریق بازجویی فرانک، مقصد میلتون را می‌فهمد و پس از کشتن فرانک، خود را به‌جای مأمور اف‌بی‌آی جا می‌زند و چند افسر پلیس ایالتی را فریب می‌دهد.
در یک متل، میلتون با پیشخدمتی از بار نزدیک رابطه دارد، اما در همان شب، کینگ و افرادش به او حمله می‌کنند و میلتون با تیراندازی سنگین، همگی را می‌کشد، درحالی‌که پیشخدمت وحشت‌زده و برهنه فرار می‌کند. حسابدار به همراه پلیس‌ها سر می‌رسد و تعقیب و گریز آغاز می‌شود. میلتون و پایپر که اکنون به‌دنبال کاروان کینگ هستند، موفق می‌شوند حسابدار را با استفاده از تفنگ قاتل خدا از روی پل پرت کنند. آن‌ها به کلیسای متروکه‌ای می‌رسند که پر از پیروان شیطان‌پرست کینگ است. آنجا غافلگیر شده و به اسارت درمی‌آیند. کینگ پایپر را می‌رباید و به چشم میلتون شلیک می‌کند، اما میلتون پس از به‌هوش آمدن، افراد کینگ را می‌کشد و با خودروی چارجر به‌دنبال کاروان فرار می‌کند. پایپر موفق به فرار می‌شود، با کینگ می‌جنگد و از پنجرهٔ شکستهٔ کاروان به روی کاپوت خودرو می‌پرد. اما کینگ با شلیک به موتور، خودرو را از کار می‌اندازد.
میلتون و پایپر نزد دوستش وبستر می‌روند که یک شورولت شِول اس‌اس قرمز مدل ۱۹۷۱ به آن‌ها می‌دهد. پایپر درمی‌یابد که میلتون مرده و دوباره زنده شده است و زمانی دخترش را ترک کرده تا از او محافظت کند، چیزی که به کینگ اجازه داد او را فریب دهد. وبستر می‌گوید که در تشییع جنازهٔ میلتون ده سال پیش حاضر بوده است. پایپر همچنین درمی‌یابد که تفنگ قاتل خدا می‌تواند روح را به‌طور کامل نابود کند تا نه به بهشت برود و نه به جهنم. یکی از افراد جان‌به‌در بردهٔ کینگ نیز دلیل تعقیب میلتون را برای حسابدار بازگو می‌کند.
پس از تجهیز خود، میلتون از پایپر و وبستر می‌خواهد بروند، اما پایپر می‌گوید که تاکنون هدفی ارزشمند برای جنگیدن نداشته و در کنار او می‌ماند. با کمک حسابدار که اکنون کنجکاو شده، از دست پلیس‌ها می‌گریزند و به استیلواتر می‌رسند. حسابدار پایپر را می‌گیرد و میلتون را مجبور به تسلیم کردن تفنگ می‌کند، اما به او اجازه می‌دهد برای نجات نوه‌اش اقدام کند، چون شیطان از قربانی کردن بی‌گناهان به نام خودش نفرت دارد.
میلتون پیش از انجام قربانی، افراد کینگ را قتل‌عام می‌کند. پایپر با تفنگ قاتل خدا فرار می‌کند، اما با شلیک اشتباه بیهوش می‌شود. کینگ که پیروز شده، می‌خواهد نوزاد را قربانی کند، اما یکی از پیروانش سر باز می‌زند. حسابدار حواس کینگ را پرت می‌کند و به میلتون فرصت می‌دهد تا تفنگ را بردارد و کینگ را به همراه روحش برای همیشه نابود کند.
حسابدار نوزاد را برمی‌دارد و به میلتون اجازه می‌دهد با او خداحافظی کند. میلتون نوزاد را به پایپر می‌سپارد و از او می‌خواهد از کودک مراقبت کند. وبستر از راه می‌رسد و شاهد «مرگ» میلتون می‌شود. پس از رفتن پایپر و وبستر، میلتون به قولش به وبستر عمل می‌کند و از جمجمهٔ کینگ آبجو می‌نوشد. او می‌پذیرد به جهنم بازگردد و هشدار می‌دهد اگر مجازاتش سنگین باشد، دوباره فرار خواهد کرد. حسابدار می‌گوید مشتاق آن روز است. سپس حسابدار یک شورولت بل‌ایر سیاه مدل ۱۹۵۷ ظاهر می‌کند و میلتون هر دو را به سوی جهنم می‌راند.